# 1850
- Wikisource

| Calendário gregoriano                                                        | 1850 MDCCCL                          |
| Ab urbe condita                                                              | 2603                                 |
| Calendário arménio                                                           | 1299 – 1300                          |
| Calendário bahá'í                                                            | 6 – 7                                |
| Calendário budista                                                           | 2394                                 |
| Calendário chinês                                                            | 4546 – 4547 Início a 12 de fevereiro |
| Calendário copta                                                             | 1566 – 1567                          |
| Calendário etíope                                                            | 1842 – 1843                          |
| Calendários hindus - Vikram Samvat - Calendário nacional indiano - Cáli Iuga | 1905 – 1906 1771 – 1772 4950 – 4951  |
| Calendário Holoceno                                                          | 11850                                |
| Calendário islâmico                                                          | 1266 – 1267                          |
| Calendário judaico                                                           | 5610 – 5611                          |
| Calendário persa                                                             | 1228 – 1229 Início a 21 de março     |
| Calendário rúnico                                                            | 2100                                 |
| Calendário solar tailandês                                                   | 2393                                 |

1850 (MDCCCL, na numeração romana)  foi um ano comum do século XIX do actual Calendário Gregoriano, da Era de Cristo, a sua letra dominical foi F (52 semanas), teve início a uma terça-feira e terminou também a uma terça-feira.
| Ano completo                       |
| ---------------------------------- |
| Ano comum com início à terça-feira |

## Eventos

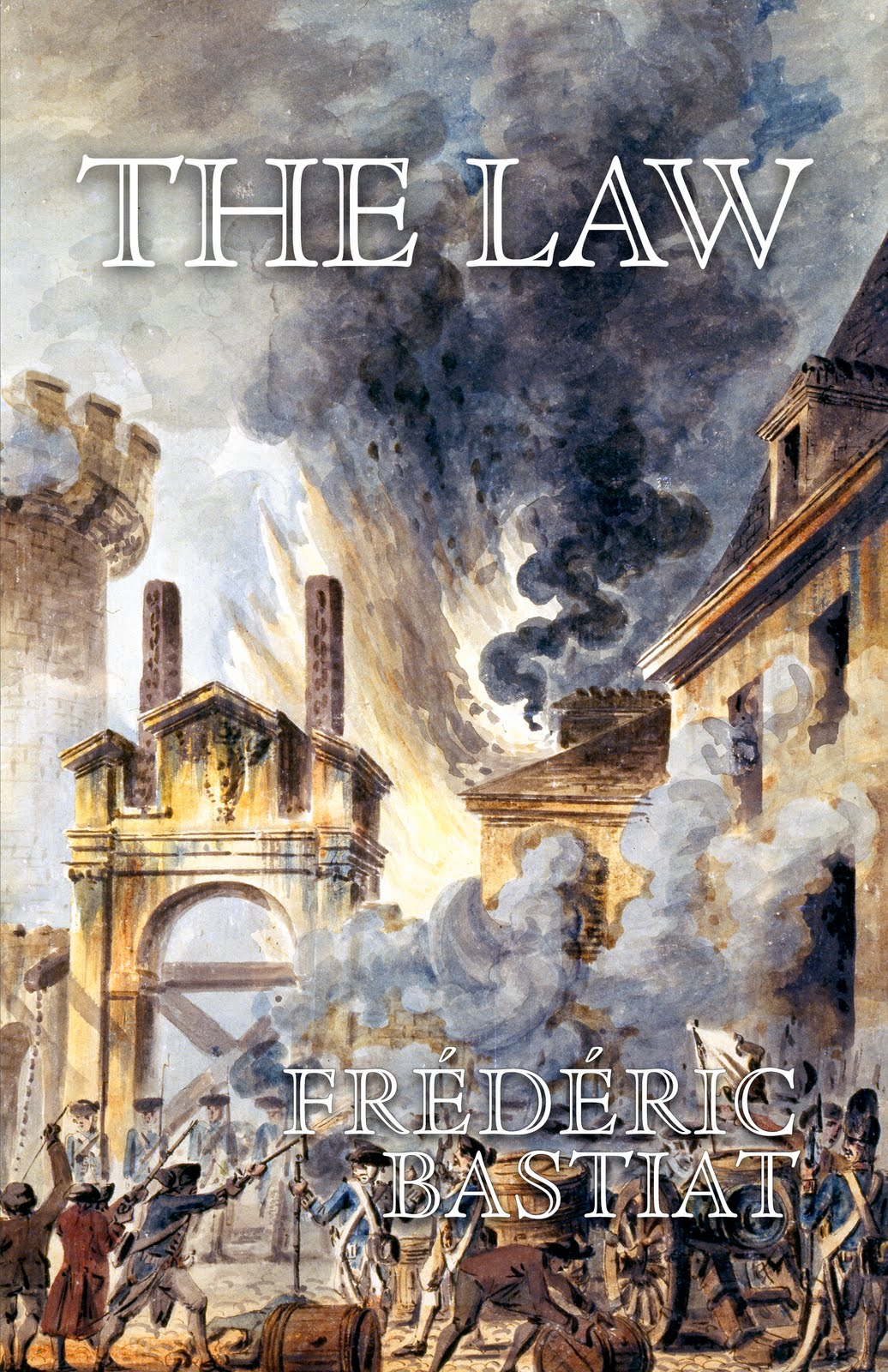
Capa de uma das edições do Livro "A Lei", do economista francês Frédéric Bastiat

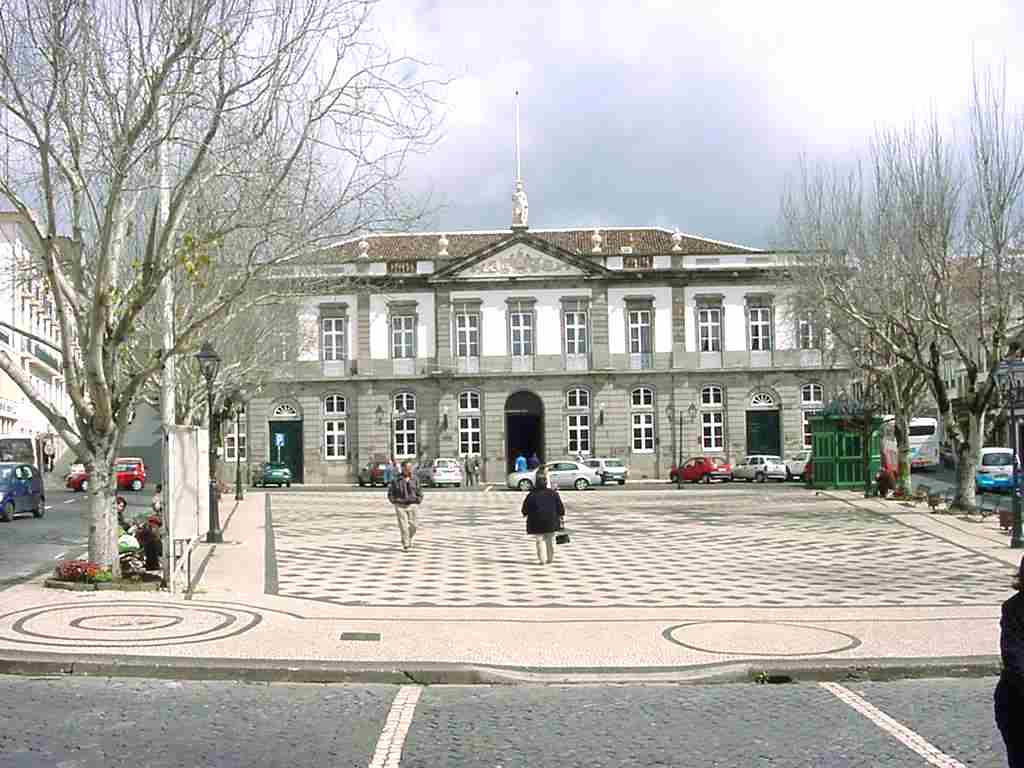
Câmara Municipal de Angra do Heroísmo.

- Frédéric Bastiat publica o livro "A Lei"
- Fundação da Colônia São Paulo de Blumenau (hoje Blumenau) (Santa Catarina)
- O beisebol é introduzido no Brasil.
- A Escola Naval de Annapolis foi renomeada de Academia Naval.
- Pela primeira vez a população urbana supera a rural(GB).
- Fim do tráfico negreiro.
- Fim do reinado de Tashi Dorji, Desi Druk do Reino do Butão, reinou desde 1847.
- Início e fim do reinado de Wangchuk Gyalpo, Desi Druk do Reino do Butão.
- Início do reinado de Jigme Norbu, Desi Druk do Reino do Butão (reinou em Thimphu) até 1852.
- Lei Eusébio de Queirós: Proibia a entrada de africanos escravizados no Brasil.
- D. Pedro II aprovou a Lei de Terras: essa lei estabelecia que um indivíduo só poderia se tornar dono de terra por meio da compra.
- Descobriu-se ouro na Califórnia e teve início uma corrida do ouro, que acelerou ainda mais a Marcha para o Oeste.
- José Antônio Saraiva, fundador de Teresina, fora nomeado Governador da Província do Piauí.
- Problemas com o primeiro cemitério das Doze Ribeiras, ilha Terceira, que não respeitava as normas legais para inumação de cadáveres, levado a que a população em 1883 tivesse de construir outro.
- Abertura no Forte de São Sebastião de Angra de sistema subterrâneo de transporte de águas, que parte do Oeste e vai desaguar na rocha da costa, a Leste. Este túnel aberto pela Câmara Municipal de Angra do Heroísmo para dar vazão às águas pluviais que de vários pontos elevados da cidade ali afluíam em grandes enxurradas. Com as dimensões de 1,5 a 2 metros de altura média e uma extensão ainda desconhecida, foi esquecido, só no Século XX foi identificado, encontrando-se em vias de recuperação para ser aberto ao turismo. À época de sua abertura, deu azo a polémicas, por poder ter utilizado como rota para a invasão do forte.

### Julho
- 5 de julho - Corumbá é elevado a categoria de Município.
- 9 de julho - O então Presidente dos Estados Unidos Zachary Taylor  morre no cargo, sendo substituído pelo que seu Vice-presidente Millard Fillmore que assumiu o cargo no seu lugar.

### Setembro
- 5 de setembro - Amazonas é elevado a categoria de Província.
- 9 de setembro - Califórnia torna-se o 31º estado norte-americano.

### Outubro
- 17 de Outubro – Embarque de Ernesto do Canto, futuro historiador, bibliófilo e político Açoriano para Lisboa para início dos seus estudos.

## Nascimentos
- 15 de janeiro - Pierre Loti, escritor e oficial da Marinha francês (m. 1923).
- 15 de janeiro - Sofia Vasilyevna Kovalevskaja, matemática russa (m. 1891)
- 17 de janeiro - Cardeal Arcoverde, primeiro cardeal do Brasil e da América Latina.
- 27 de janeiro - Edward Smith, famoso capitão de navios do século XX. Comandou navios como o RMS Olympic e o RMS Titanic. (m. 1912).
- 8 de Maio - Almeida Júnior, pintor brasileiro.
- 21 de maio - Giuseppe Mercalli, vulcanólogo italiano.
- 3 de Julho - Alfredo Keil, pintor português (m. 1907)
- 25 de agosto - Charles Robert Richet, fisiologista francês.
- 17 de Setembro - Guerra Junqueiro, alto funcionário administrativo, político, deputado, jornalista, escritor e poeta português (m. 1923).
- José Bento, actor português (m. 1880)
- 13 de novembro -  Robert Louis Stevenson, novelista, poeta e escritor de roteiros de viagem. Escreveu clássicos como A Ilha do Tesouro, O Médico e o Monstro e As Aventuras de David Balfour também traduzido como Raptado.
- 22 de Dezembro - Victoriano Huerta, presidente do México de 1913 a 1914 (m. 1916).
- Aimé Morot, pintor francês (m. 1913).

## Mortes
- 10 de Maio - Louis Joseph Gay-Lussac, químico francês.
- 9 de Julho - Zachary Taylor, militar e político estadunidense.
- 19 de Agosto - José de San Martín, general argentino.
- 24 de Dezembro - Frédéric Bastiat, economista francês.

## Por tema
- 1850 na arte
- 1850 no Brasil
- 1850 na ciência
- 1850 no desporto
- 1850 na literatura
- 1850 na música